# Straße der Toleranz (Hannover)
Als Straße der Toleranz in Hannover wird heute ein Ensemble von Sakralbauten verschiedener Glaubensgemeinschaften bezeichnet, das sich bis 1938, sichtbar wie an einer Kette aufgereiht, quer durch die Calenberger Neustadt zog: die katholische St.-Clemens-Kirche, die jüdische Neue Synagoge, die evangelisch-lutherische Neustädter Hof- und Stadtkirche St. Johannis sowie die evangelisch-reformierte Kirche. Sie gilt als Beispiel einer lokal begrenzten Duldung von Glaubensgemeinschaften, die nicht der landesherrlich etablierten Konfession angehörten (Juden, Katholiken, Calvinisten) seit Beginn des 18. Jahrhunderts in diesem Teil Hannovers.

## Geschichte
Der Ursprung der „Straße der Toleranz“ weist in die Reformationszeit zurück. 1588 legte ein Religionsedikt fest, dass innerhalb der Mauern Hannovers nur Lutheraner leben durften. Katholiken, Juden und offenbar auch evangelische Täufer und Reformierte zogen in die damals selbständige „Neustadt vor Hannover“. Mit herzoglicher Unterstützung konnten sie Gotteshäuser errichten. 1670 wurde die evangelisch-lutherische Neustädter Hof- und Stadtkirche St. Johannis, 1705 die Reformierte Kirche und 1718 die katholische St. Clemenskirche fertiggestellt.
Die Juden hatten bereits Ende des 16. Jahrhunderts ein Gebetshaus in der Neustadt, das jedoch 1593 auf Veranlassung des Herzogs Heinrich Julius „destruiert und abgeschafft“ worden war. Sie selber waren aus der Neustadt vertrieben, ihr Besitz war vom Herzog „der Kirche gnädiglich zugeeignet“ worden. 1608 durften sie zurückkehren und stellten 1609 ihre neue Synagoge fertig. Doch Kirchenführer des Calenberger Landes empörten sich, weil die Juden in der Neustadt erneut einen „Tempel“ errichtet hätten. Der Ronnenberger evangelische Superintendent Wichmann Schulrabe, zu dessen lutherischem Sprengel die Neustadt vor Hannover gehörte, protestierte im Februar 1613 schriftlich beim Konsistorium in Wolfenbüttel. Dabei berief er sich auf den „Kirchenvater“ Ambrosius, der sich im Jahre 388 gegen Kaiser Theodosius I. durchsetzte und verhinderte, dass dieser einen Bischof bestrafte, der die Menge zum Niederbrennen einer Synagoge aufgehetzt hatte. Noch im selben Jahr 1613 ließ der Großvogt zu Calenberg auf fürstlichen Befehl hin auch dieses zweite jüdische Gotteshaus in der Calenberger Neustadt niederreißen. „Längere Zeit hindurch“ hatten die Juden „keinen Ort, in welchem sie gemeinsam Gottesdienst halten“ konnten. „Erst im Jahre 1688“ durften sie „im Hause ihres damaligen Vorstehers Levin Goldschmidt“ eine „kleine Synagoge“ einrichten, bis 1703 der Hof- und Kammeragent Leffmann Behrens eine neue Synagoge errichten durfte, und zwar an der Stelle, an der die 1613 beseitigte Synagoge gestanden hatte – nämlich abseits der drei christlichen Kirchen und auf einem abgeschiedenen, für die Öffentlichkeit nicht einsehbaren Platz in einer Seitenstraße zwischen der Neustädter Kirche und der St. Clemenskirche. Als die Synagoge nach 120 Jahren baufällig wurde und abgerissen werden musste, durften die Juden erneut an derselben Stelle einen klassizistischen Ziegelbau errichten, der 1827 eingeweiht und später „Alte Synagoge“ genannt wurde.
In den folgenden Jahren wurde die Synagoge für die wachsende Judenschaft Hannovers zu klein. Auf der Grundlage der staatlichen Gesetzgebung, der Religionsfreiheit und der rechtlichen Gleichbehandlung, konnte sie 1870 eine „Neue Synagoge“ einweihen, und zwar in gleichberechtigter Größe und Nachbarschaft zu den drei christlichen Kirchen. Das vierteilige Ensemble, das nun entstanden war, galt Ende des 19. und Anfang des 20. Jahrhunderts als Sinnbild der religiösen Toleranz und gegenseitigen Akzeptanz eines gehobenen Bürgertums, das sich weitgehend ökonomisch, sozial und politisch einig wusste. Das Nebeneinander der Häuser der verschiedenen Glaubensgemeinschaften wurde jedoch nicht dauerhaft und auch nicht in allen Bevölkerungskreisen als Ausdruck religiöser Koexistenz nachvollzogen. In der Reichspogromnacht 1938 wurde die „Neue Synagoge“ von den Nationalsozialisten zerstört.

## Kirchen und „Mahnmal Synagoge“
Nach dem Zweiten Weltkrieg wurden die drei christlichen Gotteshäuser, die Opfer der Luftangriffe auf Hannover geworden waren, wieder aufgebaut. Auf dem überbauten Grundstück der Neuen Synagoge wurde 1958 eine Gedenktafel angebracht. 1978 wurde auf einem zur Roten Reihe gelegenen Eckstück des ehemaligen Synagogenplatzes ein kleines, 1993 erweitertes, „Mahnmal Synagoge“ errichtet. Dort halten die Stadt Hannover und die Region Hannover jährlich am 9. November ein Gedenken zur Erinnerung an die Reichspogromnacht. Die christlichen Gemeinden pflegen auf ihrer „Straße der Toleranz“, die sie auch als „Kirchenmeile“ bezeichnen, enge ökumenische Zusammenarbeit im Sinne „innerchristlicher Toleranz“. Im Allgemeinen wird die Straße der Toleranz heute auch als „ein Symbol des Versuches und ein Symbol des Scheiterns“ gemeinschaftlichen Zusammenlebens insbesondere in der ersten Hälfte des 20. Jahrhunderts angesehen.